# Memnón-kolosszusok
A Memnón-kolosszusok (arabul el-Kolosszát vagy esz-Szalámát) III. Amenhotep fáraó két hatalmas ülőszobra, melyek 3400 éve állnak a thébai nekropoliszban, a Nílus partján a mai Luxor városával átellenben.
A két kolosszus eredetileg Amenhotep halotti templomának bejáratánál állt, mely az ókori Egyiptom legnagyobb temploma volt, de építése után nem egészen kétszáz évvel le kellett bontani, mert túl közel épült a Nílushoz, és a folyó évenkénti áradása helyrehozhatatlan kárt tett benne. David Robertsnek az 1840-es években készült metszete vízzel körülvéve ábrázolja a két kolosszust.
A szobrok kvarcithomokkőből készültek, amit vagy Gízából (a mai Kairó mellett), vagy Gebel esz-Szilsziléből (Asszuántól 60 km-re északra) szállítottak ide. Talapzatukkal együtt 18 méter magasak. A kőtömbök szállítását Hapu fia Amenhotep felügyelte, a szobrokat Men udvari szobrász (Bek amarnai szobrász apja) faragta ki.
A két szobor ülve ábrázolja a fáraót, amint kezeit térdén nyugtatja; arccal a folyó és felkelő Nap felé fordul. Lábai mellett két kisebb alak áll, fő felesége, Tije, és anyja, Mutemwia. A szobor oldalain Hápi, a Nílus-isten ábrázolása látható.
Az 1. században alkotó ókori görög geográfus, Sztrabón számol be arról az i. e. 27-ben történt földrengésről, melyben az északi kolosszus deréktól felfelé összeomlott. Innentől a szobor minden hajnalban „énekelt” – halk zúgó vagy fütyülő hangot adott ki, amit feltehetőleg az emelkedő hőmérséklet és az elpárolgó harmat okozott.
A szobor innen kapta nevét. Memnón a legenda szerint a trójai háború egyik hőse volt, az aithiopszok királya, Éósz hajnalistennő fia, aki Afrikából vezette csapatait Kis-Ázsiába, Trója megsegítésére, de Akhilleusz legyőzte. A görögök a szoborban Memnónt látták, amint énekével köszönti anyját, a Hajnalt.
Gyorsan terjedt az éneklő szobor legendája és a hit, mely szerint szerencsét hoz, illetve jóslatot mond, és egyre több látogató érkezett, köztük több római császár is. A Hadrianus kíséretében utazó Julia Balbilla epigrammákat írt róla, melyeket felírtak a szoborra. A rejtélyes hang örökre elhallgatott 199-ben, mikor Septimius Severus császár megpróbálta elnyerni az orákulum kegyét és összeillesztette a kettétört szobrot.

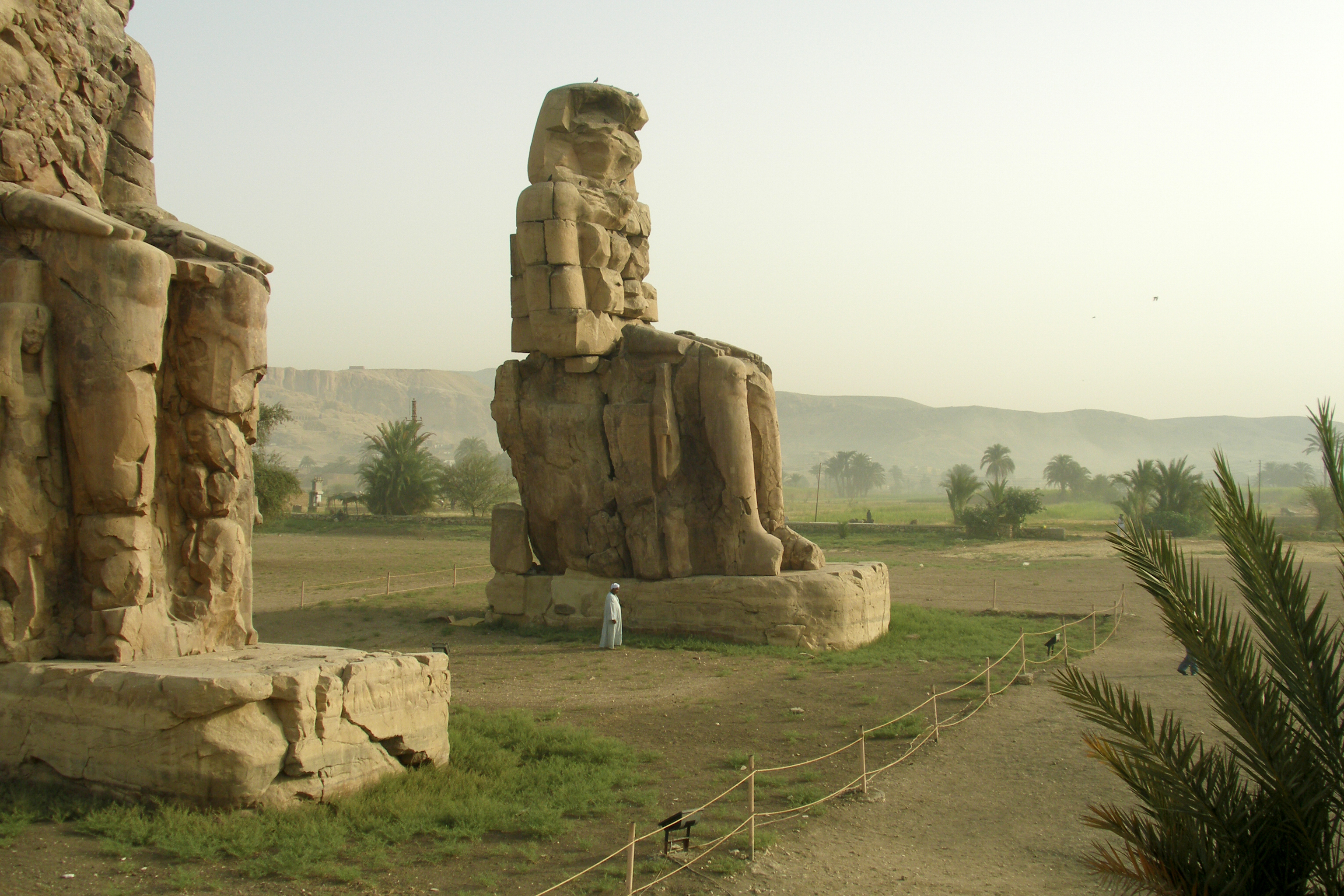
Az északi kolosszus
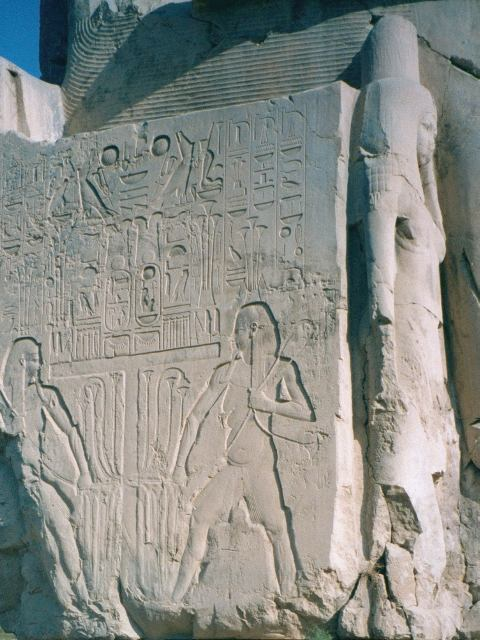
A kolosszus oldalának részlete